# 在原一貫
在原 一貫（ありわら の ひとつら、生没年不詳）は、平安時代前期の貴族。大和守・在原善淵の子。官位は従五位下・摂津守。

## 経歴
陽成朝末の元慶6年（882年）従五位下に昇叙し、光孝朝初頭の元慶8年（884年）掃部頭に任ぜられる。仁和3年（887年）摂津守として地方官に転じた。

## 官歴
『日本三代実録』による。
- 時期不詳：正六位下
- 元慶6年（882年）1月3日：見散位、従五位下
- 元慶8年（884年）3月9日：見散位、掃部頭
- 仁和3年（887年）2月2日：摂津守